# 電子變速器
電子變速器（英語：Electronic Speed Controller；簡稱：ESC），或稱電子調速器，台灣稱為「電變」，中國大陸叫「電調」，用作調整馬達轉速的電子元件。

## 應用
應用電子變速器的領域通常為遙控模型或單晶片(微控制器)，由於微控制器(MCU)無法承受高電流，電子變速器透過電池提供的直流電將微控制器(MCU)發出來的數位訊號，通過脈波寬度調變（PWM）的轉換控制輸出電流來達到調節藉此控制馬達轉速。
電子變速器有不同的電流規格，一般按照其電子零件的金屬氧化物半導體場效電晶體(MOSFET)能承受的最大電流來劃分級別。
直流有刷馬達(Brushed Motor)和直流無刷電動機(Brushless Motor)使用的電子變速器亦不同。